# Erik Johannessen
Erik Johannessen (født 2. marts 1952 i Stavanger, Norge) er en norsk tidligere fodboldspiller (målmand). Han tilbragte hele karrieren hos Viking i sin fødeby, og var med til at vinde hele seks norske mesterskaber med klubben.
Johannessen spillede desuden seks kampe for det norske landshold, som han debuterede for i en venskabskamp mod Finland 15. maj 1975. Som ungdomsspiller repræsenterede han desuden de norske U/19- og U/21-landshold.
Johannessen har rekorden for længste ubrudte clean sheet i Tippeligaens historie med 672 minutter. Efter sit karrierestop fungerede han i flere år som målmandstræner hos Viking, og blev desuden hædret som æresmedlem i klubben i 2020.

## Titler
Tippeligaen
- 1972, 1973, 1974, 1975, 1979 og 1982 med Viking

Norsk pokal
- 1979 med Viking